# Adrienne van Hogendorp-s' Jacob
Pour les articles homonymes, voir Van Hogendorp.
Adrienne Jacqueline s' Jacob ou Adrienne van Hogendorp (28 janvier 1857 - 19 septembre 1920) est une peintre néerlandaise spécialisée dans les natures mortes. 

## Biographie
Adrienne s' Jacob est née à Jakarta de parents néerlandais. Son père, Eduard Herman s' Jacob était avocat et fut plus tard commissaire du Roi. Elle a suivi une formation de peintre auprès de Martinus Wilhelmus Liernur, Simon van den Berg et Margaretha Roosenboom. Elle se spécialise dans les natures mortes florales.
Ses œuvres sont régulièrement exposées et vendues entre 1877 et 1899 ; et elle est membre d'Arti et Amicitiae à Amsterdam et du Pulchri Studio à La Haye. Elle expose son travail au Palais des Beaux-Arts lors de l'Exposition universelle de 1893 à Chicago, en Illinois et à l'Exposition universelle de Paris de 1900. Elle travaille jusqu'en 1895 à La Haye puis s'installe à Schéveningue.
Le 11 juillet 1878, elle épouse le baron Dirk van Hogendorp, fils du politicien Frederik van Hogendorp.
Sa peinture Floral Still Life a été incluse dans le livre Women Painters of the World de 1905.
Elle meurt à Schéveningue à l'âge de 63 ans.

## Galerie

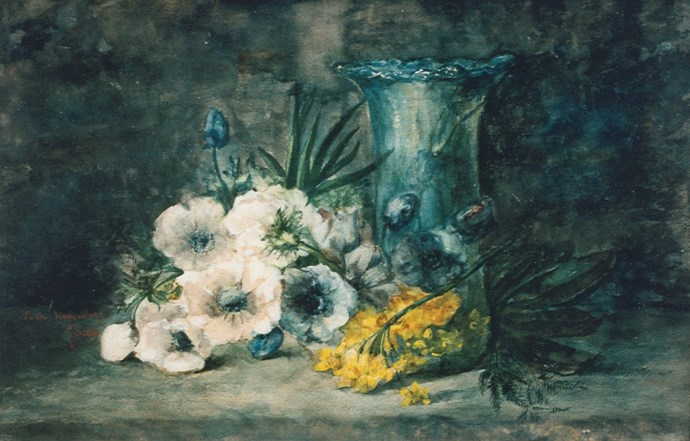
Nature morte florale.
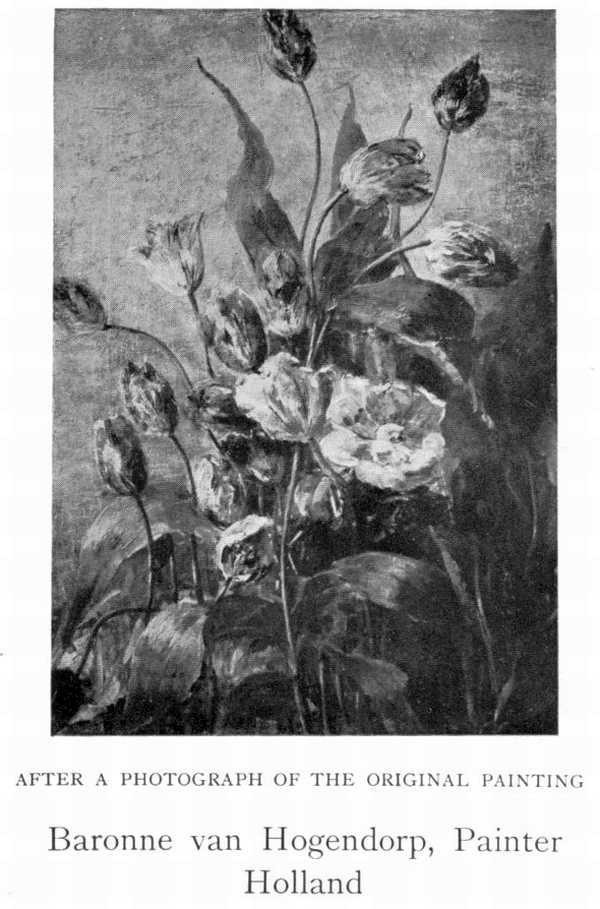
Floral Still Life
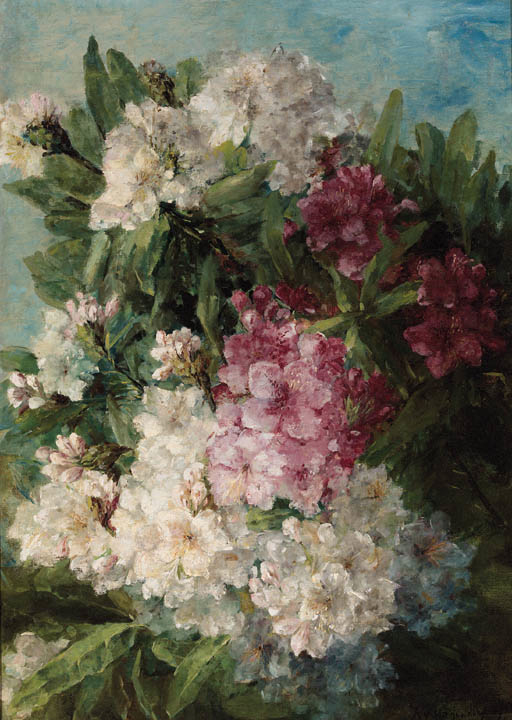
Rododendrons.
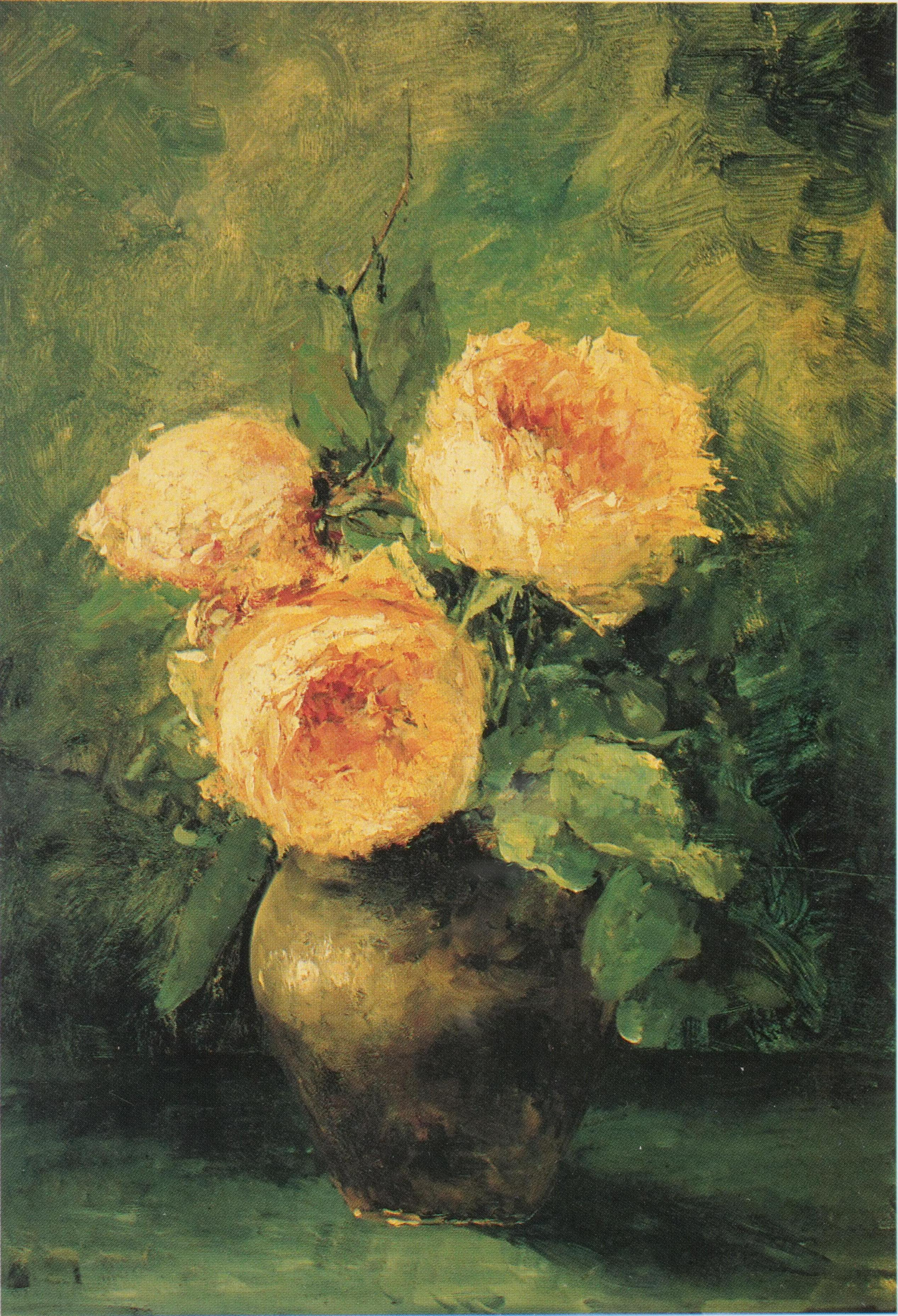
Roses.